# Кризис Римской республики
Кри́зис Ри́мской респу́блики — продолжительный период политической нестабильности и социальных волнений, которым завершилась эпоха Римской республики и началось время Империи, примерно, со 134 по 44 гг. до н. э.
Государственно-политический строй Республики совмещал демократические, олигархические и монархические (в традициях предшествовавшей, царской эпохи) элементы.
Эпоха в 90 лет от смерти Гая Гракха до победы Августа (в 31 году до н. э.) может быть лучше всего характеризована словами Светония о предзнаменовании в Риме, которым предвещалось, что «природа готовит Римскому народу царя». В этом подготовлении Империи, которое составляет господствующую черту последнего века до н. э., можно отметить четыре момента, олицетворяемые четырьмя историческими личностями.
Первый момент представляет собой одновременное появление демагога и военачальника, не желающего быть под рукой сената. Народный трибун 100 года до н. э. Луций Аппулей Сатурнин по всем пунктам возобновил политику Гракхов, превращая её в простое орудие личного честолюбия: он провёл аграрный закон, закон о величии Римского народа (de maiestate), доводивший до крайности идею народовластия. Аграрный закон Сатурнина имел целью наградить землёй ветеранов Гая Мария. Оскудение крестьянства и убыль в людях от поражений римских легионов северными варварами побудили Мария принимать на военную службу пролетариев. Сам Марий 4 раза кряду становился консулом.
Гражданская война возобновилась 12 лет спустя, и опять в союзе с плебейскими трибунами. Гай Марий выступил соперником действующего консула Суллы. С помощью трибуна Сульпиция Руфа Марий одержал верх, но Луций Корнелий Сулла не захотел уступить ему командование и повёл своё войско на Рим. Процесс отчуждения римского войска от народа завершился: впервые в истории Рима войско отказалось повиноваться народному собранию и захватило Рим как неприятельский город. Сулла олицетворял собой второй момент в возникновении императорской власти. В его лице войско сыграло решающую роль в судьбе «вечного города»: империй над войском превратился в империй над Республикой, и даже не в обычной форме древнеримской магистратуры.
Созданная Суллой структура общества пережила его ненадолго: трибуны были слишком заинтересованы в восстановлении своей власти, и их агитация увенчалась успехом уже в 75 году до н. э. Вместе с тем, возродился антагонизм между «партией Форума»  (популярами, или марианцами) и сенатской «партией» (оптиматами). Среди вызванных этим смут возвысился военачальник Гней Помпей: он желал диктатуры, но без насилия, из-за одного почёта. Обстоятельства ему благоприятствовали: успех морских разбойников побудил народного трибуна Авла Габиния провести в 67 году до н. э. закон о поручении Помпею истребить их. При этом ему был предоставлен maius imperium по всему восточному берегу Средиземного моря и на 70 миль от побережья внутри области, то есть на всём этом пространстве провинциальные правители и войска подчинялись Помпею. В Азии Гней Помпей играл роль восточного шах-ин-шаха, то есть царя царей. Однако, вернувшись в Италию, он, согласно закону, сложил командование, распустил свои легионы и явился в Рим частным человеком. Так возник 1-й триумвират в лице Гая Юлия Цезаря, Помпея и Марка Лициния Красса. Цезарь получил фактически единоличное консульство (на 59 год до н. э.), а Помпей добился утверждения своих распоряжений и награждения ветеранов (а также женился на дочери Цезаря, Юлии). В 58 году до н. э. Юлий Цезарь был назначен проконсулом Иллирика, Цизальпийской и Трансальпийской Галлий, сроком на пять лет вместо традиционного года. После отбытия Цезаря Гней Помпей остался первым по почёту гражданином в Риме, но без реальной власти.
Так как Цезарь не управился с Галлией в предоставленное ему пятилетие, то в 56 году до н. э. Помпей и Красс заключили с ним новую сделку, в силу которой они получали совместное консульство, а по его истечении — провинции. В Галлии Цезарь выказал себя великим полководцем и организатором; он создал независимую от сената армию, а своими обильными денежными средствами и щедростью составил себе в Риме и в самом сенате преданную ему «партию». Критическим для Цезаря вопросом было положение, ожидавшее его по истечении его проконсульства. Он не желал, возвеличив Рим своими победами и завоеваниями, явиться туда, подобно Помпею, простым гражданином, принуждённым искать милости сената, если бы против него были выдвинуты обвинения из-за его действий во время предыдущего консульства, в 59 году. Поэтому он хотел заочно добиться нового консулата до окончания срока своего проконсульства, поскольку оба поста давали неприкосновенность против обвинений. Когда этот вопрос, после двухлетней борьбы, был решён против Юлия Цезаря, последний 10 января 49 года до н. э. с закалённым в боях войском перешёл Рубикон, пограничную речку, отделявшую Цизальпийскую Галлию от тогдашней Италии. Считается, что он сделал это со словами «жребий брошен». Сенат и Помпей, не приготовившиеся к войне, были вынуждены, оставив государственную казну в Риме, бежать в Диррахий (Эпир). Вплоть до 45 года до н. э. Гаю Юлию Цезарю пришлось усмирять приверженцев Помпея и сената в Африке и Испании.
Победа Цезаря была полной. В первый раз победа обошлась в Риме без проскрипций. Цезарь не только сам был великодушен, но карал своих офицеров за грабёж; он твёрдой рукой сдерживал солдат и таких приверженцев, как Долабеллу[уточнить], которые хотели воспользоваться смутным временем, чтобы избавиться от долгов. Важнее всего для побеждённой Республики встал вопрос, какое место захочет занять в ней победитель. Новое положение дел, прежде всего, выразилось в том, что победитель совместил в себе главные республиканские должности: он стал диктатором на 10 лет, что не мешало ему брать на себя иногда и консульство; затем он присвоил себе цензорские полномочия (praefectura morum), а так как он, вследствие своего патрицианского происхождения, не мог быть народным трибуном — то и трибунскую власть. Вместе с тем, в сенате ему было предоставлено место между обоими консулами и  право первому высказывать своё мнение. 
Однако, в положении Цезаря было ещё много неопределённого. В краткий промежуток между его возвращением в Рим после битвы близ Мунда и гибелью диктатора главный вопрос, всех тогда тревоживший, — станет ли Цезарь царём — остался неразрешённым. В феврале 44 года Цезарь назначил себя «пожизненным диктатором», а с 46 года до н. э. в Риме жила Клеопатра с сыном Цезаря, что наводило на мысль о династических помыслах диктатора. При таком настроении созрел план убийства Юлия Цезаря, приведённый в исполнение заговорщиками под предводительством Брута и Кассия в мартовские иды (15 марта) 44 года до н. э.